# Octuor à cordes d'Enesco
Pour les articles homonymes, voir Octuor à cordes.
L'Octuor à cordes en ut majeur opus 7 est un octuor pour quatre violons, deux altos et deux violoncelles de Georges Enesco.

## Présentation
Composée en 1900, cette ample partition présente un modernisme très novateur par sa coupe classique en quatre mouvements intégrée dans une forme sonate d'un seul tenant, son recours au total chromatique et sa synthèse de la musique modale issue du folklore et de la tradition musicale. L'écriture contrapuntique y est également très présente.
L'œuvre est dédiée à André Gédalge et a été créée par le Quatuor Chailley et le Quatuor Geloso à Paris le 18 décembre 1909.

## Structure
L'octuor comprend quatre mouvements :
1. Très modéré (à 
)
2. Très fougueux
3. Lentement (en mi majeur)
4. Mouvement de valse bien rythmé

La durée d'exécution est d'environ quarante minutes.